# روي أوسكار
روي أوسكار (17 ديسمبر 1975 بجوندومار في البرتغال - ) هو لاعب كرة قدم برتغالي في مركز الدفاع. لعب مع نادي بورتو.

## وصلات خارجية
- روي أوسكار على موقع قاعدة بيانات كرة القدم.إي يو (الإنجليزية)
- روي أوسكار على موقع عالم كرة القدم.نت (الإنجليزية)